# Sunshine (Vorname)
Sunshine ist ein weiblicher Vorname. Das Wort stammt aus dem Englischen und bedeutet übersetzt „Sonnenschein“.
In Deutschland ließ das Oberlandesgericht Düsseldorf den Namen am 7. November 1988 als weiblichen Zweitnamen zu. Als männlicher Vorname wurde er jedoch von einem Saarbrücker Gericht 1997 abgelehnt.

## Bekannte Namensträgerinnen
- Sunshine Anderson (* 1974), amerikanische Sängerin
- Sunshine Dizon (* 1983), philippinische Schauspielerin
- Sunshine Ruby (* 1939), amerikanische Country-Musikerin
- Sunshine Sue (1915–1979), amerikanische Country-Musikerin und Radiomoderatorin